# Acto del Obelisco
El Acto del Obelisco fue una manifestación multitudinaria que tuvo lugar el 27 de noviembre de 1983 en Montevideo (Uruguay). Convocada con el objetivo de exigir el fin de la dictadura cívico-militar, y la celebración de elecciones libres y democráticas, contó con la participación de aproximadamente 400.000 personas, siendo la mayor manifestación en la historia del país. Se la conoce también como "Río de Libertad", debido al encabezado que acompañó a una famosa fotografía aérea de la arbolada Avenida Luis Morquio repleta de manifestantes, en lo que parecía ser un río.
El evento, realizado a los pies del Obelisco a los Constituyentes de 1830, fue convocado por una alianza de los partidos políticos que habían sido legalizados un año antes para la celebración de elecciones internas.A pesar de haber tenido lugar en la capital Montevideo, grandes concentraciones de ciudadanos también se congregaron en varias ciudades del interior del país. Bajo el lema "Por un Uruguay sin exclusiones”, el actor Alberto Candeau fue el principal orador al ser el encargado de leer la proclama. Tras el acto, miles de manifestantes marcharon por la Avenida 18 de Julio hasta la Plaza Independencia.

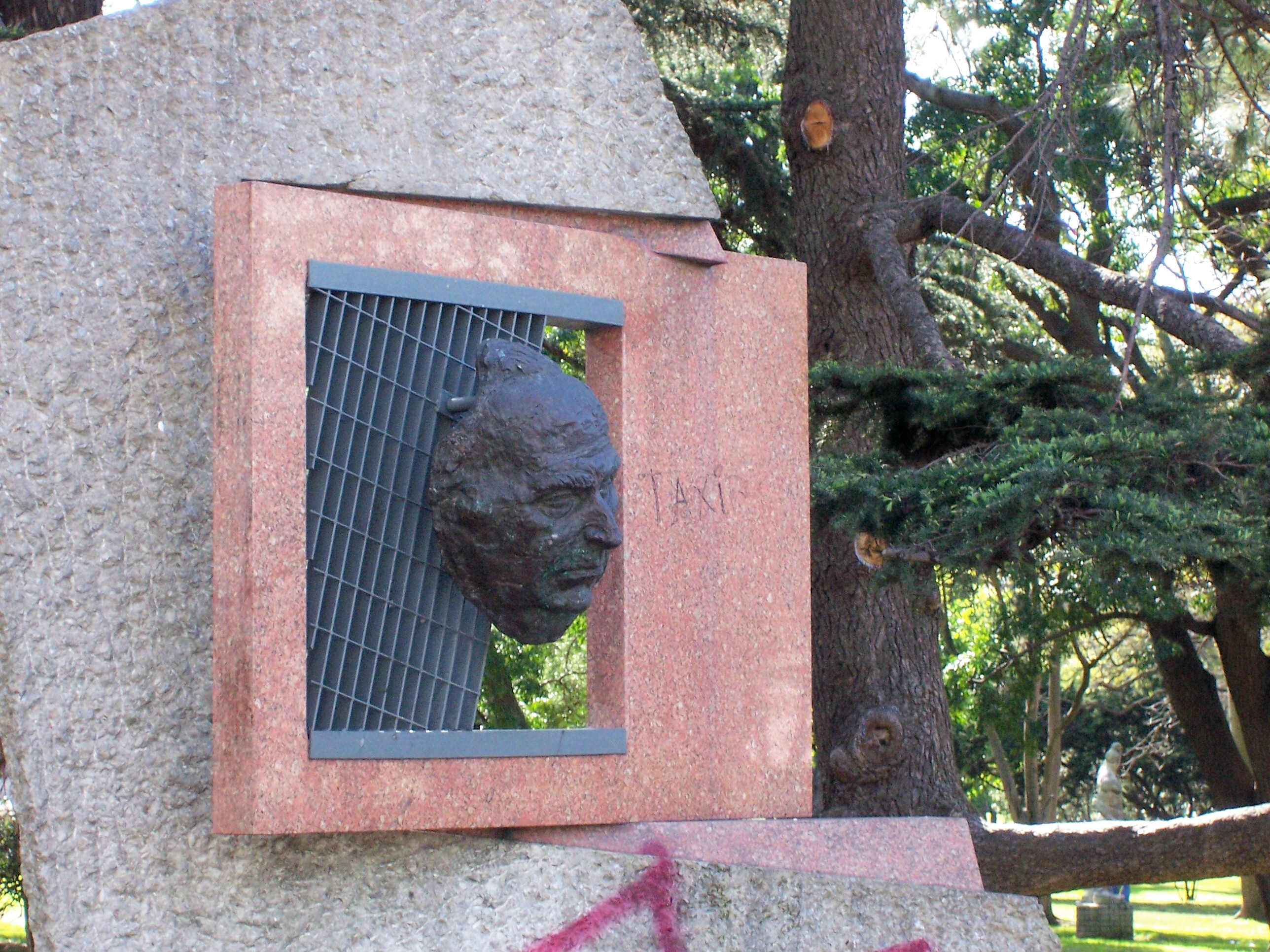
Monumento al actor Alberto Candeau, principal orador en el Acto del Obelisco

## Antecedentes
La dictadura cívico-militar se instaló en Uruguay luego del golpe de Estado el 27 de junio de 1973. La misma prohibió toda actividad partidaria; proscribió, encarceló, exilió o asesinó a dirigentes y activistas políticos, sociales y sindicales. Asimismo ilegalizó tanto a la Convención Nacional de Trabajadores (CNT), prohibiendo toda forma de organización sindical, como a la Federación de Estudiantes Universitarios del Uruguay (FEUU). 
Luego de varios años de dictadura, en 1980 el régimen militar propuso una reforma constitucional que tenía entre sus cometidos legitimar el gobierno de facto por la vía democrática. La misma fue rechazada por la ciudadanía, lo que significó un duro golpe al régimen y el comienzo de un proceso de apertura hacia la democracia, marcado por varios hitos en los años que siguieron. En 1982 tuvieron lugar las elecciones internas de los partidos políticos uruguayos en las que fueron autorizados a participar el Partido Colorado, Partido Nacional y Unión Cívica, resultando victoriosos los sectores opuestos a la dictadura cívico-militar.
El año 1983 estuvo marcado por el inicio del diálogo entre los partidos políticos habilitados y las Fuerzas Armadas, la instalación de las convenciones del Partido Colorado, Partido Nacional y Unión Cívica donde se debatió sobre el rumbo que debía tomarse en las conversaciones con los militares, surgimiento del Plenario Intersindical de Trabajadores (PIT), de la Asociación Social y Cultural de Estudiantes de la Enseñanza Pública (ASCEEP), así como una serie de movilizaciones multitudinarias: el 1° de mayo, la Semana de la Primavera y el Acto del Obelisco.
El 1° de mayo de 1983, el Plenario Intersindical de Trabajadores (surgido por la proscripción de la CNT) pudo organizar, por primera vez desde el golpe de Estado, un multitudinario acto en la explanada del Palacio Legislativo para celebrar el Día de los Trabajadores. Posteriormente, la Asociación Social y Cultural de Estudiantes de la Enseñanza Pública (ASCEEP) organizó la "Semana de la primavera", que culminó con una masiva marcha que recorrió las calles 18 de Julio y Bulevar Artigas.
Fue en el año 1983 en que dieron comienzo las negociaciones políticas entre el gobierno militar y las autoridades de los partidos políticos, electas en las elecciones internas de noviembre de 1982, en que triunfaron los sectores antidictatoriales, para buscar una salida negociada que desembocara en un retorno al sistema democrático y la plena vigencia de las instituciones republicanas. Las reuniones se realizaron en el Parque Hotel (actual edificio sede del Mercosur). Las Fuerzas Armadas estuvieron representadas por la Comisión de Asuntos Políticos (COMASPO) integrada por los generales Julio César Rapela (que la presidía), Yamandú Trinidad, José Sequeira, Hugo Medina, Germán de la Fuente y Jorge Bazzano; los contralmirantes Jorge Fernández y Ricardo Largher; y los brigadieres generales Hebert Pampillón y Fernando Arbe. En mayo de 1983 se realizó la primera reunión, a la que asistieron Julio María Sanguinetti y Enrique Tarigo (Partido Colorado), Juan Martín Posadas, Gonzalo Aguirre y Fernando Oliú (Partido Nacional) y Juan Vicente Chiarino, Humberto Ciganda y Julio Daverede (Unión Cívica).
En la primera reunión celebrada en mayo, las Fuerzas Armadas presentaron un documento que contenía las bases de la negociación política, que en los hechos era el texto constitucional que había sido rechazado en el plebiscito de 1980. Esta decisión por parte de las Fuerzas Armadas, de tener una fuerte presencia en el futuro gobierno democrático, fue rechazada por los delegados de los partidos políticos. A modo de ejemplo, los delegados militares exigían mantener el estado de subversión y la suspensión del habeas corpus. Las reuniones en el Parque Hotel continuaron sin avances, hasta que el 5 de julio los delegados políticos anunciaron la suspensión del diálogo ante las discrepancias insalvables y el clima de represión existente. 
Con posterioridad en el mes de agosto, colorados, blancos y cívicos (los únicos partidos políticos habilitados) constituyeron una alianza (“Intersectorial”), con el fin de coordinar la realización de movilizaciones y acciones de protesta en demanda de una apertura democrática. Posteriormente se agregarían el Frente Amplio (aún ilegalizado) y algunas organizaciones sociales La Intersectorial sería el organismo que convocaría al Acto del Obelisco. 
En el marco de la suspensión del diálogo con las Fuerzas Armadas, dirigentes políticos proscritos, clausuras parciales o totales de la prensa opositora, encarcelamiento y tortura de militantes políticos, las manifestaciones y protestas populares, con centenares presos políticos en cárceles y cuarteles, el Frente Amplio ilegalizado, Líber Seregni encarcelado y Wilson Ferreira Aldunate exiliado y requerido por la Justicia Militar, se realizó el Acto del Obelisco, el 27 de noviembre de 1983.

## Preparación del acto y redacción de la proclama
Luego de que los tres partidos políticos en funcionamiento se retiraran de las conversaciones del Parque Hotel con el gobierno militar, éstos programaron un acto público conjunto para el día 6 de agosto, pero la autorización para realizarlo les fue negada. 
El 8 de octubre los partidos políticos tradicionales emitieron una declaración conjunta en la que establecieron condiciones mínimas para reiniciar las conversaciones con las Fuerzas Armadas. Pasados los meses y al no registrarse respuesta desde el gobierno, Jorge Batlle propuso la realización de un gran acto conjunto de masas para exigir en él la celebración de elecciones libres el último domingo del noviembre de 1984.
La idea fue lanzada en una reunión realizada en la casa de Juan Pivel Devoto, donde asistieron por el Partido Nacional -además del dueño de casa- Carlos Julio Pereira, Fernando Oliú y Gonzalo Aguirre, mientras que por el Partido Colorado participaron Julio María Sanguinetti, Jorge Batlle y Enrique Tarigo. Con posterioridad se contactó a la Unión Cívica para que también se integrara a la convocatoria y a la organización.
En la siguiente reunión, realizada en el apartamento del dirigente cívico Juan Vicente Chiarino, éste, junto a Humberto Ciganda y Julio Daverede fueron los anfitriones, mientras que el delegado colorado fue Enrique Tarigo y por el Partido Nacional lo fueron Fernando Oliú y Gonzalo Aguirre Ramírez. Se resolvió que el lugar del acto sería junto al Obelisco de los Constituyentes el día 27 de noviembre (por ser el último domingo de noviembre la fecha tradicional de realización de los actos electorales) y que además se extendería la invitación al Frente Amplio (aún proscrito) para que participara. 
El contacto con la Mesa Política del Frente Amplio se efectuó a través del Partido Demócrata Cristiano y de inmediato se contó con la respuesta afirmativa. De esa manera, la convocatoria al acto se publicitó con el llamado de todos los partidos políticos uruguayos, sin exclusiones.
Con respecto a la proclama, se acordó que la misma fuera redactada por Gonzalo Aguirre y Enrique Tarigo. Casi una semana antes de la realización del acto, los dirigentes colorados, blancos y cívicos recibieron a los delegados del Frente Amplio, José Pedro Cardoso y Juan Pablo Terra, para ultimar los detalles de la proclama y del acto.
En la oportunidad se decidió tomar como base el texto de Gonzalo Aguirre, al que se le incorporaron varios párrafos de lo escrito por Enrique Tarigo.
Solo quedaba resolver quien leería la proclama. Los participantes de las reuniones interpartidarias coinciden en que Juan Pivel Devoto propuso el nombre del actor Alberto Candeau, destacada figura de la Comedia Nacional, lo que fue aceptado por todos los organizadores.
La consigna que convocaba al acto era: "Todos juntos por libertad, trabajo y democracia". 
Las agencias internacionales estimaron la concurrencia en Montevideo en unas 400.000 personas que se extendieron por la amplia avenida Luis Morquio en el Parque José Batlle y Ordóñez. La movilización no se limitó a Montevideo. Los medios de difusión hablaron de 10.000 personas movilizadas en Salto, 3.000 en Artigas, 5.000 en Melo, (Departamento de Cerro Largo), entre 10.000 y 12.000 en Paysandú, 10.000 en Florida, 1.500 en Fray Bentos y 500 en Young (Departamento de Río Negro).
En el estrado, bajo el cartel que rezaba "Por un Uruguay democrático sin exclusiones", unos 130 figuras del Partido Colorado, Partido Nacional, Unión Cívica y varios de los partidos integrantes del Frente Amplio, así como dirigentes sindicales y estudiantiles que abarcaban todo el espectro político y social, expresaban un nivel de unidad nunca antes alcanzado en reclamo de democracia, libertad, plena vigencia de la Constitución y elecciones el último domingo de noviembre de 1984.
- Adolfo Aguirre González
- Alba Roballo
- Alberto Zumarán
- Alembert Vaz
- Américo Plá Rodríguez
- Amílcar Vasconcellos
- Antonio Marchesano
- Carlos Baráibar
- Carlos Gómez Haedo
- Carlos Julio Pereyra
- Carlos Rodríguez Labruna
- Carminillo Mederos
- Daniel Sosa Días
- Danilo Astori
- Dardo Ortiz
- Eduardo Paz Aguirre
- Eladio Fernández Menéndez
- Elisa Delle Piane (viuda de Zelmar Michelini)
- Enrique Tarigo
- Federico Slinger
- Fernando Oliú
- Francisco Rodríguez Camusso
- Gonzalo Aguirre
- Guillermo Chifflet
- Guillermo García Costa
- Héctor Grauert
- Héctor Lorenzo Ríos
- Helios Sarthou
- Hugo Batalla
- Humberto Ciganda
- Javier Barrios Anza
- Jorge Batlle
- Jorge "Chileno" Rodríguez
- Jorge Sanguinetti
- Jorge Sapelli
- Jorge Silveira Zavala
- José D'Elía
- José Luis Veiga
- José Pedro Cardoso
- Juan E. Pivel Devoto
- Juan José Crottogini
- Juan José Zorrilla
- Juan Martín Posadas
- Juan Pablo Terra
- Juan Vicente Chiarino
- Julio Daverede
- Julio María Sanguinetti
- Lilí Lerena (esposa de Líber Seregni)
- Luis Bernardo Pozzolo
- Luis Hierro Gambardella
- Luis Antonio Hierro López
- Luis Mardones
- Luis Pérez Aguirre
- Manuel Flores Mora
- Manuel Flores Silva
- Mario Cayota
- Mitil Ferreira
- Ope Pasquet
- Pablo García Pintos
- Pablo Mieres
- Raumar Jude
- Renán Rodríguez
- Roberto Asiaín
- Romeo Pérez Antón
- Sergio Previtali
- Silvia Ferreira (hija de Wilson Ferreira Aldunate)
- Tomás Brena
- Ulysses Pereira Reverbel
- Uruguay Tourné
- Víctor Licandro
- Wilfredo Penco

La música difundida en la oportunidad jugó un papel destacado, ya que además de canciones de artistas censurados en ese momento como Alfredo Zitarrosa, Los Olimareños y José Carbajal (El Sabalero), se escuchó repetidas veces el tema "Libertad sin ira" del conjunto español Jarcha, cuyo estribillo decía: “Libertad, libertad, sin ira libertad, guárdate tu miedo y tu ira porque hay libertad, sin ira libertad, y si no la hay, sin duda la habrá”.
Un grupo de periodistas y locutores leyó los saludos y notas recibidas: Rubén Castillo, Homero Rodríguez Tabeira, Juan Francisco Fontoura, Américo Torres, Graciela Possamay, Gloria Levy, Vicente Dumas Sottolani, Julio César Ocampo y Cristina Morán.
Algunas de las adhesiones fueron de: Arzobispo de Montevideo Carlos Partelli, Asociación Social y Cultural de Estudiantes de la Enseñanza Pública (ASCEEP), Plenario Intersindical de Trabajadores (PIT), Confederación General de Trabajadores Uruguayos, Colegio de Abogados, Agrupación Universitaria, Federación Rural, agencieros portuarios, los Premio Nobel de la Paz, Adolfo Pérez Esquivel y Lech Walesa, de la Unión Cívica Radical y del Partido Justicialista de Argentina, de las juventudes Peronista, Demócrata Cristiana e Intransigente de Argentina, del Partido de los Trabajadores de Brasil, de la dirección de la Federación Sindical Autónoma e Independiente Solidaridad de Polonia y del Parlamento Europeo, entre otros.

## La proclama
La proclama leída por Alberto Candeau fue redactada por dos abogados y políticos que, sucesivamente, serían vicepresidentes de Uruguay luego del retorno a la democracia: Enrique Tarigo y Gonzalo Aguirre Ramírez, del Partido Colorado y Partido Nacional, respectivamente. 
El acto comenzó con el Himno Nacional uruguayo y minutos después Alberto Candeau comenzó a leer la proclama, que fue interrumpida numerosas veces por los aplausos y ovación de la multitud allí reunida. 
En algunos actos realizados en el Interior del País, se instalaron equipos de amplificación en lugares donde se organizaron diversos actos que reprodujeron el de Montevideo, mientras en otros fueron periodistas y políticos locales quieren leyeron la proclama. En el acto de Paysandú hubo un discurso del dirigente cívico Víctor Thomasset y la proclama fue leída por Jorge Larrañaga; en Mercedes (Soriano) lo hizo el locutor de Difusora Soriano Carlos Alberto Rodríguez; en Florida la leyó el maestro José Gervasio Martínez y en Melo (Cerro Largo) el locutor Saúl Urbina. 
Su texto fue el siguiente:

"Ciudadanos:
Los partidos políticos uruguayos, todos los partidos políticos, sin exclusión alguna, han invocado hoy al pueblo a celebrar la fecha tradicional de la elección de sus gobernantes y a proclamar su decisión irrevocable de volver a ejercer su derecho al sufragio de aquí a un año, el último domingo de noviembre de 1984.
Lo hacen al pie del Obelisco a los Constituyentes de 1830, autores del primer Código Fundamental de la República, en el que los orientales ratificamos nuestra voluntad de constituirnos en Nación libre y soberana y consagramos la norma sesquicentenaria que instauró la noble práctica de renovar a los representantes de la ciudadanía mediante su voto libérrimo, en un día como el de hoy, el postrer domingo del mes que ya fenece.
Aquí hacen resonar vibrante su reclamo de libertad y democracia, tanto tiempo acallado y sin embargo vivo en la conciencia de la ciudadanía, que no admite salvedades ni discrepancias, porque el anhelo de libertad y la vocación democrática constituyen el común denominador de todos los hombres y mujeres nacidos en esta tierra.
Y el pueblo ha dicho presente. Lo testimonia esta multitud inmensa, y pacífica, jubilosa y esperanzada. Ha dicho presente porque este es un pueblo que conoce sus derechos, sus deberes y sus responsabilidades. Porque es un pueblo con madurez y cultura cívica. Porque es capaz de dar al mundo ejemplos únicos y magníficos de altivez, coraje e Independencia, como el de aquel ya histórico 30 de noviembre de 1980 cuando dijo NO a la imposición de los detentadores del poder. Prometeo fue grande porque supo decir que no a los dioses. Y el pueblo uruguayo es grande porque supo decir que no a los dioses con pie de barro. A quienes, asentados en la fuerza, pretendieron legitimar la usurpación de nuestros derechos sagrados en un proyecto de Constitución que desconocía toda la tradición democrática y republicana de la patria.
Ese mismo pueblo que dijo NO tres años ha, dijo luego SI un año atrás, en otra jornada cívica inolvidable. Sí a los partidos silenciados durante una década y a los políticos injuriados, perseguidos, encarcelados y exiliados, que demostraron que, como al fundador de nuestra nacionalidad, un lance funesto podrá arrancarles la vida pero no envilecerlos. Ese glorioso 28 de noviembre de 1982, ustedes queridos compatriotas, les dijeron que sí porque los reconocen como intérpretes, fieles de su voluntad y porque no ignoran que ellos saben, al igual que Artigas, que su "autoridad emana de vosotros y ella cesa por vuestra presencia soberana" y que su primer deber es poder deciros, un día ya no lejano, que "vosotros estáis en el pleno goce de vuestros derechos" y "ved ahí todo el fruto de mis ansias y desvelos, y ved ahí también todo el premio de mi afán".
El país se apresta, cuando se cumplan las condiciones mínimas que todos los partidos reclaman y que se precisaron en la declaración conjunta de los partidos tradicionales, del pasado 8 de octubre, a iniciar nuevas conversaciones con las Fuerzas Armadas, destinadas a regular el tránsito de la actual situación de facto al gobierno de Derecho a instalarse el 1º de marzo de 1985. Los partidos políticos ratifican así su fe en el diálogo como el mejor método para restaurar las Instituciones democráticas en la República. Y reiteran, asimismo, que ese diálogo político estará enmarcado, de su parte y al igual que en oportunidad anterior, por la defensa irrenunciable de los principios liberales y democráticos que configuran la esencia de la Constitución uruguaya desde la de 1830 hasta la de 1967, la cual, además, ninguno de ellos considera necesario reformar en las actuales circunstancias.
Ciudadanos: no hemos comparecido hoy aquí en nuestra condición de militantes de determinada colectividad política, autorizada o excluida, que no la negamos y que ostentamos con legítimo orgullo, cada uno según sus honradas convicciones. Hemos venido en nuestra común calidad de uruguayos y de patriotas, herederos de un legado de libertad, de paz, de justicia, de respeto y tolerancia por todas las ideas, de devoción por la legalidad y de repudio a todas las expresiones de la fuerza y la violencia.
Dirigentes, afiliados y simpatizantes de todos los partidos políticos, de los ya rehabilitados y de los que aún no lo han sido pero que habrán de serlo, desde que no se concibe la democracia sin el pluralismo político irrestricto, hacemos pública nuestra convicción de que el límite de nuestras discrepancias estará dado, de aquí en adelante, por el mantenimiento de la libertad y la democracia. No existe discrepancia alguna, por profunda que pueda ser, que autorice a comprometer el destino libre y democrático de la República.
El gobierno de facto al que la República fuera sometida hace más de diez años, se halla hoy agotado y agostado. No responde a ningún sector de la ciudadanía y constituye un elemento artificial, incrustado por la fuerza en la vida colectiva. Su aislamiento en el seno de la sociedad uruguaya es total, como lo es también su aislamiento internacional ante el conjunto de las naciones democráticas del mundo.
Por ello hemos venido a afirmar todos juntos y solemnemente nuestro compromiso irrenunciable, tras una década de regresión y oscurantismo, de restituir a la nación su dignidad, al país su prestigio, a la Constitución su intangibilidad, a los partidos políticos su papel insustituible, a los gobernantes la respetabilidad que sólo emana de las urnas, a los gobernados su derecho a elegirlos, a cada ciudadano su condición de elector y elegible, a cada hogar su tranquilidad económica y a cada uruguayo su derecho a ganar el pan con el sudor de su frente.
Restituiremos así a la Patria al sendero que nunca debió abandonar. Y volveremos a hacer de ella una tierra de libertad. De libertad y también de orden. Pero orden emanado del estricto cumplimiento de la Constitución y la Ley, y no de la fuerza que archiva la primera y escarnece la segunda. Orden querido por todos y garantido por gobernantes electos por su pueblo, por los políticos, que hoy comparecen aquí, rodeados de todos sus compatriotas, con la frente muy alta y la conciencia tranquila.
Con esta conciencia tranquila es que exigimos la eliminación inmediata y definitiva de todas las proscripciones que aún penden sobre los ciudadanos y partidos, sabedores de que la democracia es incompatible con estas arbitrarias exclusiones de la vida cívica y de que únicamente la soberanía popular, manifestada en las urnas, puede disponer la postergación de quienes se postulan ante ella para el desempeño de los cargos de gobierno.
La victoria está próxima y es segura. Victoria que nos dará una vez más una Justicia única e independiente, cuyos magistrados no jurarán respeto sino a la Constitución de la República; una prensa libre, a la que ningún Torquemada podrá clausurar por decir su verdad; una enseñanza prestigiosa y una gran Universidad Autónoma; un funcionariado público inamovible y no más sometido al vejamen de su clasificación en categorías A, B y C; un movimiento sindical que actuará con entera libertad en defensa de sus legítimas aspiraciones de progreso y mejoramiento social; unas cárceles que sólo albergarán delincuentes y no dignos ciudadanos víctimas de su integridad moral y de su altivez cívica; unas Fuerzas Armadas, en fin, dignificadas por el fiel cumplimiento de su cometido histórico de defender la soberanía, la Constitución y la integridad del territorio nacional, reintegradas a sus cuarteles y olvidadas de misiones tutelares que nadie nunca les pidió y que el gran pueblo uruguayo jamás necesitó.
Victoria que nos dará, en suma, una Patria en la que sólo estarán proscriptas la arbitrariedad y la injusticia, una Patria sin perseguidos y fundamentalmente sin perseguidores, y en la cual, por consiguiente, se liberará de inmediato a todos los que fueron privados de su libertad por causa de sus ideas y se repararán, en todo cuanto resulte posible, las arbitrariedades cometidas a lo largo de una década de ejercicio discrecional del Poder. Victoria que será de todos, de los que aquí tenemos la inmensa dicha del reencuentro fraterno y de los que no están presentes, de quienes aún padecen injustamente la amargura de la prisión o del exilio.
De aquí a un año protagonizaremos otra jornada cívica que quedará inscripta, nos atrevemos a vaticinarlo, entre los grandes fastos patrios.
El último domingo de noviembre de 1984 un partido y sus candidatos emergerán triunfantes de las urnas. Pero no habrá derrotados, porque venciendo la democracia y consagrándose el respeto a la voluntad popular, la victoria será de todos. Como será de todos la responsabilidad de sacar adelante al país de la gravísima crisis en que lo ha sumido esta década de intolerancia, de soberbia y de ceguera, y de contribuir a la estabilidad del gobierno que el primero de marzo de 1985 asumirá la ímproba tarea de conducir la nave del Estado en circunstancias tan adversas como quizás no las haya conocido el país en toda su historia.
Ese compromiso también lo asumen pública y solemnemente todos los partidos Políticos, porque es imperativo irrenunciable del patriotismo que el próximo gobierno sea nacional, más allá de la filiación de los hombres que lo asuman, nacional en su espíritu, en sus miras y en el consenso que necesariamente ha de rodearlo, como es nacional toda esta inmensa conjunción de todos los sectores políticos y sociales, necesarios protagonistas del rescate del país.
Ciudadanos: hoy nos hemos congregado al pie de este querido Obelisco a los Constituyentes de 1830 porque es símbolo de una obra fundadora, realizada con la más alta idealidad y por encima de todo partidismo. Y aquí hemos venido porque es con ese espíritu superior que todos transitaremos por el camino que nos conducirá a la gran victoria común que, una jornada espléndida como ésta, celebraremos dentro de un año. Por eso aquí no hemos venido a corear consignas sectoriales ni a levantar emblemas partidarios, ni divisas tradicionales o no. Hemos entonado el himno patrio, levantado la bandera nacional y hecho flamear sus colores inmortales.

Compatriotas, proclamemos bien alto y todos juntos, para que nuestro grito rasgue el firmamento y resuene de un confín a otro del terruño, de modo que ningún sordo de esos que no quiere oír diga que no lo escuchó: ¡Viva la patria! ¡Viva la libertad! ¡Viva la república! ¡Viva la democracia!"

## Respuesta del gobierno de facto
Al día siguiente, el régime dictatorial emitió un mensaje por cadena nacional en el cual repudiaban el acto y la proclama. El mismo leído por Gregorio Álvarez afirmaba:

Si uno de los postulados del acto fue la defensa de la democracia, no se puede entender que en el estrado hayan estado presentes quienes por su ideología han sido y son sus más recalcitrantes enemigos. Es incomprensible que se trate de reivindicar desde el estrado y en la proclama a los dirigentes marxistas que accionaron como grupo subversivo, infiltraron los centros de enseñanza, subvirtieron todas las formas de la actividad nacional e intimidaron a la población por la violencia y el miedo. En cuanto a la proclama, es en su contenido mentirosa e insultante. Cabe preguntar, y así lo hacemos, a los dirigentes de los partidos políticos: cuando se habla de conjunción nacional, ¿estamos asistiendo a la creación de un frente amplísimo en donde veríamos mancomunados a quienes dicen defender la democracia con quienes pretenden destruirla desde siempre?.

Para que podamos vivar siempre la patria, la libertad, la república y la democracia y no tengamos que avergonzarnos más de oír esos gritos sagrados en boca de la anti-patria. Al culminar este mensaje en nombre del gobierno y las fuerzas armadas declaramos: no defraudaremos jamás al pueblo oriental renunciando a nuestra responsabilidad cuando están en juego la paz, la libertad, la justicia y la democracia, valores innegociables del ideario artiguista. El pueblo oriental no vive ni vivirá jamás sometido a doctrinas de terrorismo y esclavitud.